# Cova de Barravés
La Cova de Barravés, és una cova del terme municipal de Tremp, al Pallars Jussà, a l'antic terme de Sapeira.
Està situada en el vessant meridional del Morral de Penafel, a la dreta del barranc del Bosc, a llevant de la Masia de Barravés, que li dona nom.